# Little London (Basingstoke and Deane)
Little London – wieś w Anglii, w hrabstwie Hampshire, w dystrykcie Basingstoke and Deane. Leży 36 km na północny wschód od miasta Winchester i 71 km na zachód od Londynu.